# Hillman Hunter
Der Hillman Hunter ist ein Mittelklasse-Fahrzeug, das von der britischen Rootes-Gruppe und ihrem Nachfolger Chrysler Europe von 1966 bis 1976 als Limousine und als Kombiwagen produziert wurde. Der Hunter war die Hillman-Version einer als Rootes Arrow bezeichneten Modellfamilie. Er löste den Hillman Super Minx ab. Von 1977 bis 1979 wurde das Auto auf den britischen Inseln als Chrysler Hunter verkauft. Auf Exportmärkten nutzte der Hersteller teilweise abweichende Marken- und Modellnamen.

## Modellgeschichte
Die seit 1930 zu Rootes gehörende Marke Hillman war innerhalb des Konzerns traditionell für die preiswertesten Modelle zuständig. Größtes Fahrzeug der Marke war in den 1960er-Jahren der 1961 eingeführte Super Minx, der im Vergleich zu seinen baugleichen Schwestermodellen Humber Sceptre und Singer Vogue das einfache Basismodell darstellte. 1966 ersetzte Rootes die Super-Minx-Familie durch die neu entwickelte Arrow-Reihe. Hillman war die erste Konzernmarke, die eine Arrow-Variante ins Programm nahm. Sie erhielt die Modellbezeichnung Hunter (deutsch: Jäger), die bis 1956 von Singer für ein Mittelklassemodell verwendet worden war. Die etablierte Bezeichnung Minx hingegen wurde 1967 auf ein unterhalb des Hunter positioniertes Einstiegsmodell übertragen, das zwar technisch und stilistisch baugleich mit dem Hunter war, aber eine schwächere Motorisierung und eine einfachere Ausstattung hatte. Dieser „New Minx“ blieb bis 1970 neben dem Hunter im Programm; danach wurde er eingestellt, und die neu geschaffene Variante Hunter De Luxe wurde zum Einsteigermodell. Bis 1970 verkaufte der Konzern außerdem die Schwestermodelle Singer Vogue und Gazelle, die jeweils oberhalb des Hillman angesiedelt waren. An der Spitze stand bis 1976 der ebenfalls baugleiche, aber hochwertig ausgestattete Humber Sceptre Mark III. Die Coupéversionen des Arrow wurden schließlich exklusiv unter der Marke Sunbeam (Rapier und Alpine) verkauft. Dieses Nebeneinander mehr oder weniger gleicher Modelle ist ein typisches Beispiel für Badge Engineering, das speziell bei britischen Autokonzernen in jener Zeit stark ausgeprägt war und bei dem „immer ein paar Modelle zu viel“ im Programm waren.
Im Laufe der 1970er-Jahre gab es zahlreiche Umstrukturierungen der Modellpalette. Der Hunter war das einzige Modell, das durchgängig im Programm blieb. Da Chrysler allerdings keine Weiterentwicklung betrieb, veraltete die Konstruktion erkennbar. Insbesondere die modern gestaltete frontgetriebene Schräghecklimousine C6, die Chrysler-Händler in Großbritannien seit 1975 als Chrysler Alpine verkauften, zeigte den technischen Rückstand deutlich. Zuletzt deckte der Hunter nur noch das Segment der konservativen, ambitionslosen Limousine ab. An seine Stelle trat – allerdings in anderen Konzernstrukturen – 1980 der Talbot Solara, eine Stufenheckversion des in Frankreich entwickelten C6.

## Modellbeschreibung

### Karosserie

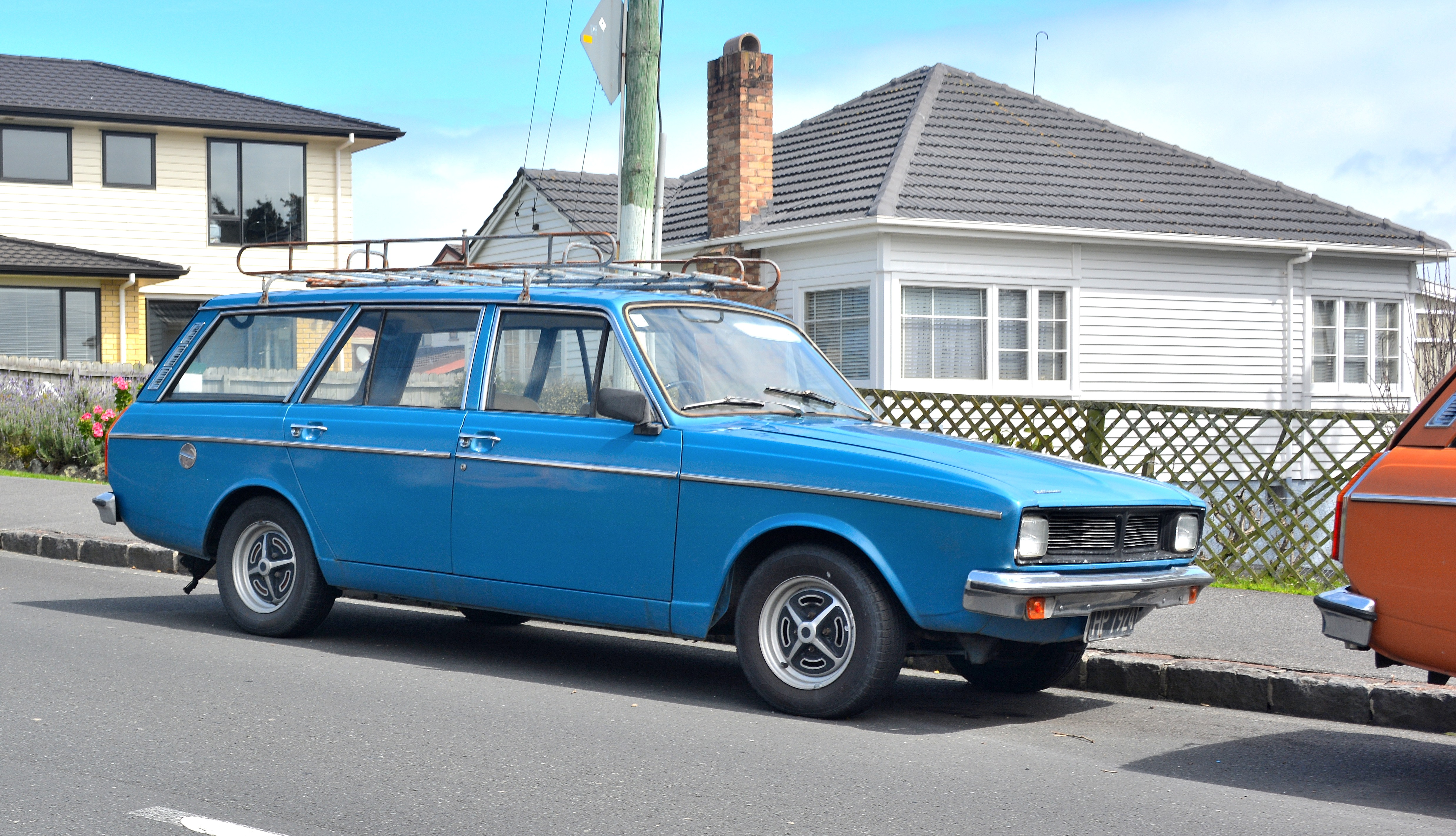
Hillman Hunter Estate (1976)

Der Hillman Hunter hat wie alle Varianten des Arrow eine selbsttragende Karosserie. Er war als viertürige Limousine und als Kombi (Estate) erhältlich; eine zweitürige Coupé-Version gab es dagegen bei Hillman nicht. Die Form der Limousine entstand in Rootes’ eigenem Designstudio unter der Leitung von Rex Fleming, während den Kombi Roy Axe entworfen hatte. Das grundlegende Design der Hunter Limousine stimmt mit dem der anderen Arrow-Varianten überein. Die Form der Karosseriebleche änderte sich während der gesamten Produktionszeit Hunter Sceptre ebenso wenig wie bei den Schwestermodellen. Allerdings erhielt der Hillman Hunter im Laufe der Jahre eine ganze Reihe unterschiedlicher Frontpartien mit abweichenden Leuchten und Kühlergittern. Die Stufenhecklimousine hat einen trapezförmigen Dachaufbau mit einer breiten C-Säule. Die D-Säule des Kombi ist geneigt. Am Heck des Kombi werden die gleichen geknickten Rückleuchten wie bei den Sunbeam-Coupés verwendet.
Im Unterschied zum Vorgängertyp konnte die Leermasse deutlich um 120 kg verringert werden. In den Abmessungen fiel die Karosserie etwas kürzer und breiter aus.

### Fahrwerk
Die Vorderradaufhängung war neu und bestand aus Schraubenfedern, Querlenkern, Zugstreben und Stabilisator. An der Hinterachse blieb es weiterhin bei der an Längsblattfedern aufgehängten Starrachse. Die Lenkung war als Schneckengetriebe ausgeführt und die Räder besaßen vorn Scheiben- und hinten Trommelbremsen.

### Antrieb
Der Hillman Hunter Mark I/II übernahm den Motor seines Vorgängers, einen 4-Zylinder-Reihenmotor mit 1725 cm³ Hubraum, der im Hunter aber 74 bhp (54 kW) entwickelt. Damit erreichte das Fahrzeug eine Höchstgeschwindigkeit von 144 km/h. Anstelle des bisherigen Fallstromvergasers wurde nun ein Flachstromvergaser verwendet.

### Varianten
Von 1969 bis 1970 gab es den Hillman Hunter GT, dessen Motor 88 bhp (65 kW) abgab und das Fahrzeug bis auf 149 km/h beschleunigte. Er unterschied sich durch rechteckige Scheinwerfer vom Basismodell.
Ab 1971 erschien eine Version namens Hillman Hunter de Luxe. Sie ersetzte den bisherigen Hillman Minx.
Ab 1972 wurde der Hillman Hunter GLS angeboten, dessen gleich großer Motor 93 bhp (68 kW) leistete. Dieses Modell war 163 km/h schnell.

## Chrysler Hunter

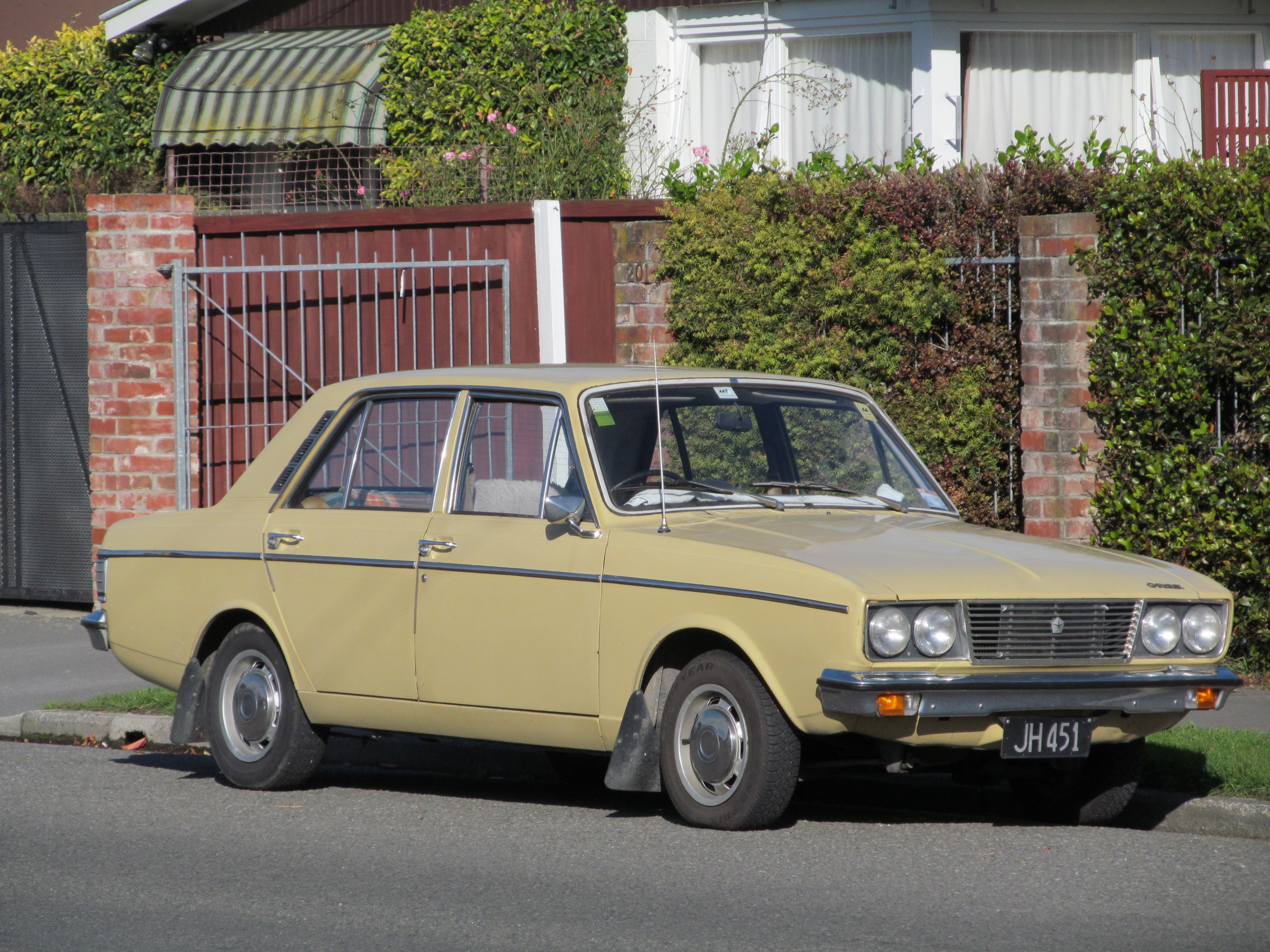
Chrysler Hunter (1979)

Zum Modelljahr 1977 führte Chrysler eine größere Umstrukturierung der Modellpalette durch. Die traditionellen Marken der Rootes-Ära wurden zugunsten der nun einheitlich verwendeten Marke Chrysler aufgegeben. Zugleich reduzierte Chrysler die Breite der angebotenen Arrow-Varianten, da die Attraktivität der veralteten Modellfamilie deutlich abnahm. Der Humber Sceptre, die Kombivarianten des Hunter und des Sceptre sowie die Sunbeam-Coupés wurden komplett eingestellt; es blieb nur noch die viertürige Hunter-Limousine, die ab September 1976 als Chrysler Hunter verkauft wurde.
1979 stellte der neue Eigentümer des Unternehmens, die französische PSA-Gruppe, die Produktion ein. Es gibt Spekulationen, dass die letzten vor der Übernahme bereits fertiggestellten Hunter 1979 kurzzeitig unter der PSA-Marke Talbot verkauft wurden; zweifelsfreie Belege gibt es dafür aber nicht.

## Produktion in Großbritannien und Irland
Die Rohkarosserien des Hunter wurden wie die aller Arrow-Modelle bis 1968 bei dem Karosseriehersteller Pressed Steel Company in Cowley, Oxfordshire, gebaut und im Rootes-Werk in Ryton-on-Dunsmore bei Coventry komplettiert. 1968 übernahm Rootes Pressings im schottischen Linwood die Fertigung der Rohkarosserien. Für eine Übergangszeit blieb die Endmontage noch in Ryton-on-Dunsmore, sodass die Rohkarosserien mit Güterzügen durchs Land transportiert werden mussten. 1970 ging auch die Endfertigung aller Arrow-Modelle und damit auch die des Hunter nach Schottland. 1977 schließlich wurde die Fertigung des Arrow komplett zu Chrysler Ireland in Dublin verlegt. Hier entstanden bis 1979 die letzten Varianten des Chrysler Hunter.

## Complelety-Knocked-Down-Produktion

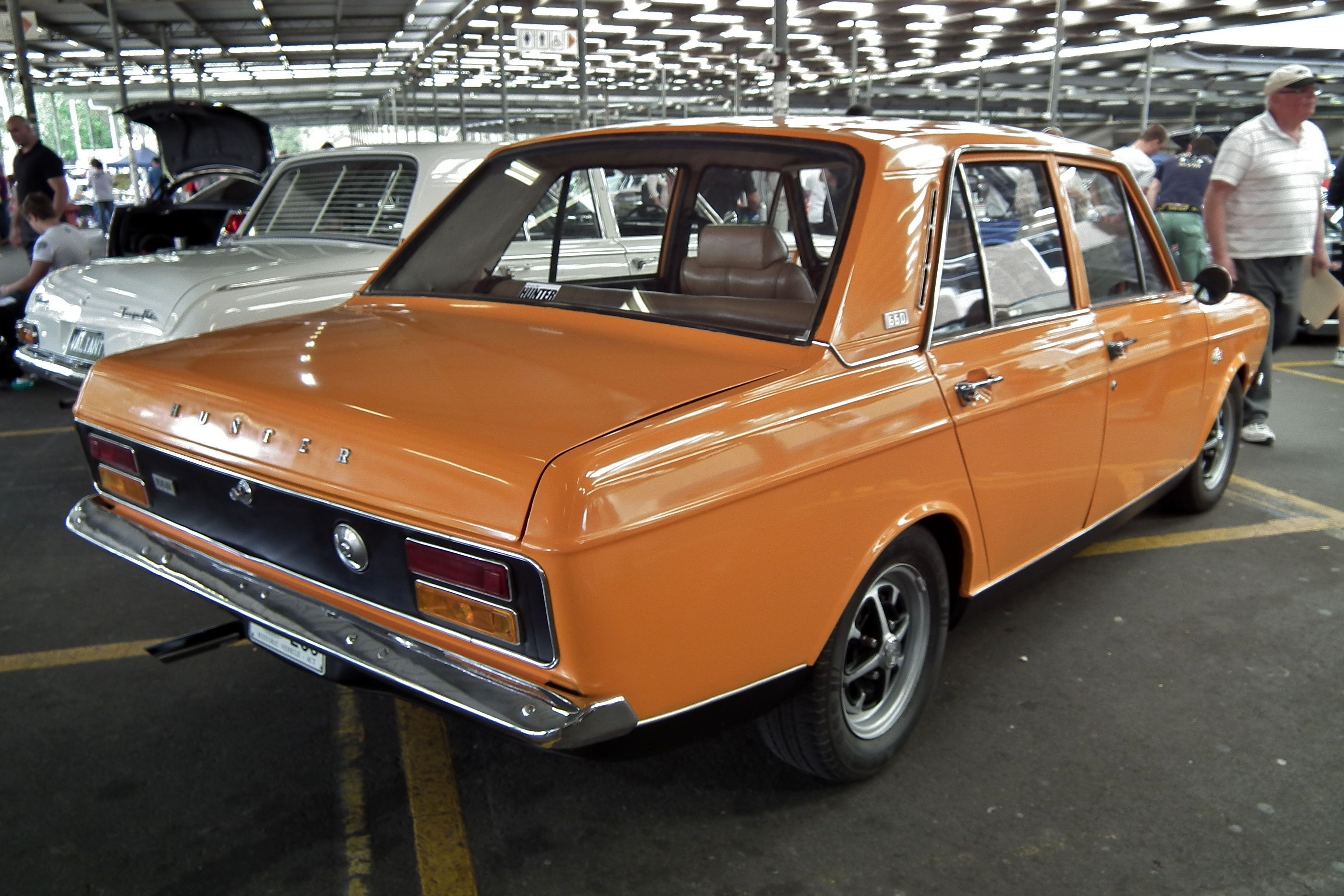
Australischer Hillman Hunter Royal mit eigenständiger Heckpartie

### Australien
Die australische Chrysler-Niederlassung in Port Melbourne komplettierte von 1967 bis 1972 den Hillman Hunter aus CKD-Bausätzen, die aus Großbritannien kamen. Die Autos wurden unter dem Markennamen Hillman vertrieben. Es gab zunächst zwei, später drei Baureihen, die sich in Einzelheiten von den britischen Ausgangsmodellen unterscheiden. Die einfach ausgestattete Basisversion, die annähernd dem britischen Hillman Minx entsprach, wurde anfänglich als Hillman Arrow bezeichnet, die besser ausgestattete Variante als Hillman Hunter. Im November 1968 ging die Modellbezeichnung Hunter auf das Basismodell über; der Begriff Arrow entfiel. Die besser ausgestattete Variante hieß nun Hillman Hunter Royal, und eine Spitzenversion, deren Innenausstattung dem britischen Humber Sceptre Mark III entsprach, wurde schließlich als Hillman Hunter GT eingeführt. 1972 endete die Produktion des Hunter in Australien, als Chrysler begann, in Port Melbourne den moderneren und besser absetzbaren Mitsubishi Galant in Lizenz zu bauen.

### Neuseeland
Für Neuseeland komplettierte Todd Motors in Porirua einige Jahre lang Hunter-Modelle, die als Hillman verkauft wurden.

## Exportmodelle

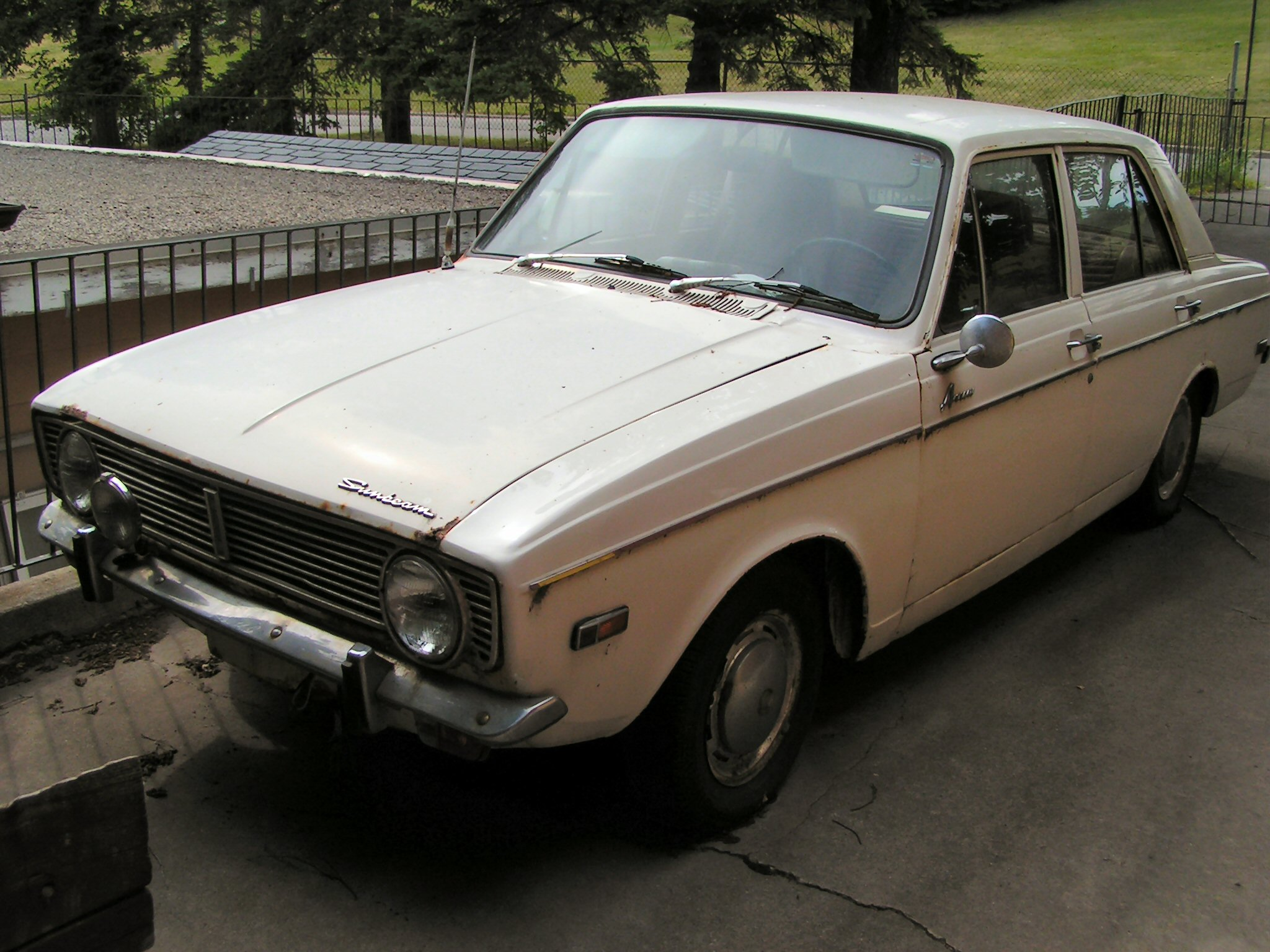
Hillman Hunter als Sunbeam Arrow für Nordamerika

Der Chrysler-Konzern verkaufte den Hunter zeitweise auch auf internationalen Märkten.
Auf den meisten anderen Märkten wurde der Hunter unter der Marke Sunbeam verkauft, von der sich Chrysler – vor allem wegen der Sportwagen Alpine und Tiger – eine größere Bekanntheit erhoffte. In Nordamerika erschien der Hunter deshalb als Sunbeam Arrow und kostete bei seiner Markteinführung im Jahr 1970 rund 2200 $. Auf einigen europäischen Märkten verkaufte Chrysler das Auto als Sunbeam Hunter.

## Der Hunter im Iran
In Iran wurde der Hunter (mit anderem Motor) bis 2005 als Paykan 1600 von Iran Khodro Co. weitergebaut. Die Eigenkreation Paykan Pick-up wurde bis 2015 gebaut.